# جین شیرین (فیلم)
جین شیرین (به انگلیسی: Sweet Jane) یا جین بامزه فیلمی محصول سال ۱۹۹۸ و به کارگردانی جو گیتون است. در این فیلم بازیگرانی همچون سامانتا ماتیس، جوزف گوردون لویت و ویلیام مک‌نامارا ایفای نقش کرده‌اند.